# Engelbert III van Gorizia
Engelbert III van Gorizia (overleden in 1220) was van 1191 tot 1220 graaf van Gorizia. Hij behoorde tot het huis Gorizia.

## Levensloop
Hij was de zoon van graaf Engelbert II van Gorizia en diens gemalin Adelheid van Scheyen-Dachau-Valley, dochter van graaf Otto I van Scheyern-Dachau-Valley. 
Na de dood van zijn vader in 1191 erfde hij samen met zijn broer Meinhard II het graafschap Gorizia, wat Engelbert III bleef tot aan zijn dood in 1220. Tijdens zijn regeerperiode werd hij ook voogd van Aquileia en ook was hij schout van Millstatt.
In 1183 huwde Engelbert met een adellijke dame, genaamd Mathilde. Nadat zijn eerste vrouw was overleden, huwde hij in 1190 met Mathilde van Andechs, dochter van graaf Berthold III van Andechs en onder de naam Berthold I ook markgraaf van Istrië. Ze kregen een zoon:
- Meinhard III (1200/1205-1258), graaf van Gorizia en onder de naam Meinhard I graaf van Tirol.